# Menri
Menri is het hoofdklooster uit de Tibetaanse religie bön. Het klooster bevindt zich in de regio Namling in de prefectuur Shigatse in de Tibetaanse Autonome Regio. Het bevindt zich in een zijvalei van de rivier Yarlung Tsangpo iets boven de zijrivier Gungchu, ongeveer in het midden tussen de steden Lhasa en Shigatse in.

## Geschiedenis
De stichting van dit belangrijkste bönklooster gaat terug tot het jaar 1072 met de stichting van het bönklooster Ensakha, dat een beroemde school met Disputatiekunst herbergde. In 1386 werd dit klooster door hoogwater verwoest en op een grotere afstand van de rivier opnieuw opgebouwd onder de naam Menri in 1405 door de abt Shenrab Gyaltsen (1356-1415).
Tijdens de opstand in Tibet van 1959 werd het klooster door het Chinese Volksbevrijdingsleger met de grond gelijk gemaakt en zijn de monniken gevlucht naar India, waaronder de tweeëndertigste abt van Menri, Shenrab Lodrö (1935-1963), die de orde daar verder leidde. De abt van het klooster, de Menri trizen, is traditioneel de hoogste geestelijk leider van de bönreligie.
Vanaf 1969 is de leiding van de kloosterorde overgenomen door de 33e abt van Menri, Jongdong Sanggye Tenzin en bestond de orde uit ongeveer 200 monniken. In 1978 werd een negenjarige studierichting, de Yungdrung Bon Shedrup Lopnyer Dude, in het leven geroepen die leidt tot de graad van geshe (in het christendom vergelijkbaar met de titel Ds.theol.).
Het oorspronkelijke klooster in Chinees Tibet is gedeeltelijk weer opgebouwd en bood begin 21e eeuw huisvesting aan 50 monniken, ongeveer tien procent van het aantal dat er voorheen studeerde. Aan het klooster waren ervoor rond de 250 dependances gelieerd, die sinds 1959 vrijwel allemaal vernietigd werden.

## Het klooster
Het klooster bestond uit een hoofdgebouw van drie verdiepingen met op de eerste verdieping de Dukhang, de centrale vergaderingsruimte, en op de tweede verdieping de bibliotheek van het klooster. In het priesterkoor van de Dukhang is vooral de stoepa met relikwieën van de herbouwers van het klooster bezienswaardig.
De ernaastgelegen Gönkhang (tempel van de beschermgoden van het klooster) domineren een beeltenis van Takla Mebar. Ernaast werden ook gebouwen voor de abt en de filosofische faculteit van het klooster opnieuw opgericht.